# Frank Matiaske
Frank Matiaske (* 14. September 1966) ist ein deutscher Verwaltungswirt und Kommunalpolitiker (SPD). Er war in den Jahren 2007 bis 2015 Bürgermeister von Breuberg und ist seit 2015 Landrat des Odenwaldkreises.

## Leben
Matiaske ist ausgebildeter Verwaltungsfachangestellter. Nach dieser Ausbildung absolvierte er ein Studium an der Verwaltungsfachhochschule Darmstadt zum Diplom-Verwaltungswirt und war langjährig in der Kommunalverwaltung tätig. Berufsbegleitend absolvierte er neben seiner Tätigkeit in der Kommunalverwaltung den Masterstudiengang Öffentliches Management (MPA) an der Universität Kassel. Er ist außerdem zertifizierter Unternehmenscoach (Steinbeis Hochschule, Berlin), ausgebildeter Mediator und Coach für Design Thinking.
In den Jahren 2001 bis 2008 war er ehrenamtlicher Kreisbeigeordneter des Odenwaldkreises. Bei der Kommunalwahl im September 2007 wurde Matiaske als Bewerber der SPD zum Bürgermeister der Stadt Breuberg gewählt und trat im Februar 2008 die Nachfolge seines Parteikollegen Günter Verst an. Das Amt des Bürgermeisters legte Matiaske zum 31. August 2015 nieder. Grund hierfür war die Direktwahl des Landrats des Odenwaldkreises am 15. März 2015. Er trat hierbei gegen den Amtsinhaber Dietrich Kübler (ÜWG) an und vereinte 58,9 % der Stimmen auf sich.
Am 1. September 2015 nahm Matiaske seine Arbeit als Landrat in der Kreisverwaltung in Erbach auf. Er ist in dieser Funktion Vorsitzender des Verwaltungsrates der Sparkasse Odenwaldkreis, Aufsichtsratsvorsitzender der Gesundheitszentrum Odenwaldkreis GmbH, die das Kreiskrankenhaus betreibt, und Mitglied im Aufsichtsrat des Rhein-Main-Verkehrsverbundes. Zur Landratswahl am 14. März 2021, die parallel zu den Kommunalwahlen in Hessen stattfindet, trat er zur Wiederwahl an. Er errang dabei 67,3 Prozent der Stimmen und wurde damit im ersten Wahlgang für eine weitere sechsjährige Amtszeit wiedergewählt. Ebenfalls kandidierte er als Spitzenkandidat der Odenwälder SPD auch zur Kreistagswahl.
Matiaske beschäftigt sich mit den Fragen zur Zukunft des ländlichen Raumes. Er trat in der Vergangenheit mit Forderungen zur Stärkung des ländlichen Raumes und des Odenwaldkreises im Besonderen insbesondere gegenüber der Landes- und der Bundespolitik in Vorschein. Unter seiner Mitwirkung und Federführung entstand auch die „Erbacher Erklärung“, eine Absichtserklärung des RMV und der beteiligten Kreise zum Ausbau der Odenwaldbahn.